# Las Cabras
Las Cabras es una comuna y pueblo de la zona central de Chile, de la provincia de Cachapoal, en la Región del Libertador General Bernardo O'Higgins, donde se encuentra el Lago Rapel, el lago artificial más grande de dicho país y sitio turístico de la comuna. Dentro de la producción de esta destaca la actividad turística y agrícola basada en la exportación de uva en la época estival, la producción de maíz de grano y siembra de papas; su clima es mediterráneo. Dentro de Las Cabras destacan localidades como El Manzano, Las Palmas de Cocalán, Santa Inés, Llallauquén, Los Quillayes, Las Balsas, El Estero, Llavería, entre otras.

## Historia
La historia de Las Cabras se remonta a tiempos inmemoriales, cuando este lugar era habitado por los Picunches, indígenas dóciles  bautizados como promaucaes por los españoles.
Entre los extensos territorios que abarcó la encomienda recibida por Doña Inés de Suárez en 1544 figura esta región, que fue utilizada para la crianza de cabras, ya que el 90% de los terrenos eran secos y muchos de éstos no eran aptos para la agricultura, razón por la cual fue denominada como La Cabrería. Con el paso de los años, esta encomienda pasa a fraccionarse en haciendas que pasaron a poder de los descendientes del matrimonio Quiroga-Suárez y luego de otras personas de apellidos ilustres como Garrido, Falcón, Gandarillas, Lizardi, Urmeneta, Aldunate y Herrera, quienes con esfuerzo le dieron progreso a la zona.
Luego pasa a poder de Don Manuel Blanco Encalada, quien la legó a Don Manuel Calvo, marqués de Villa-Palma, quien luchó por la independencia nacional de la Patria Vieja continuando su descendencia en poder de dichas tierras hasta dividirlas en grandes haciendas.
Cuenta la historia que en 1828 Don Manuel Cerdán vendió estas tierras a Don Juan José Gandarillas, quien las perdió en un remate en 1872, adjudicándoselas Don Victorino Garrido, quien se las entregó a sus hijos. En 1900 su dueña era Catalina Lizardi, quien se casó con Federico Aldunate, de cuyo matrimonio nacieron sus hijos Federico y Amelia. Don Federico heredó Las Cabras y arrendó Quilicura. A esta familia se debe el surgimiento de este poblado, libre y espontáneo, pues entregó las tierras a sus inquilinos, convirtiéndolos en nuevos propietarios en agradecimiento por sus servicios prestados.
Francisco Astaburoaga en 1899 en su Diccionario Geográfico de la República de Chile : 94  escribió sobre el lugar:

Cabras (Las).-—Fundo del departamento de Cachapual, que se halla á poca distancia hacia el O. de la villa de Peumo.

El geógrafo Luis Risopatrón lo describe como una ‘aldea’ en su libro Diccionario Jeográfico de Chile en el año 1924: : 108 

Cabras (Fundo de Las) 34° 18' 71° 20. Tiene 600 hectáreas de terreno regado i 10 ha de viñedos, cuenta con escuelas públicas i se encuentra en la banda N del curso inferior del rio Cachapoal, vecino a la estación de aquel nombre, del ferrocarril a Peumo i Pelequen.

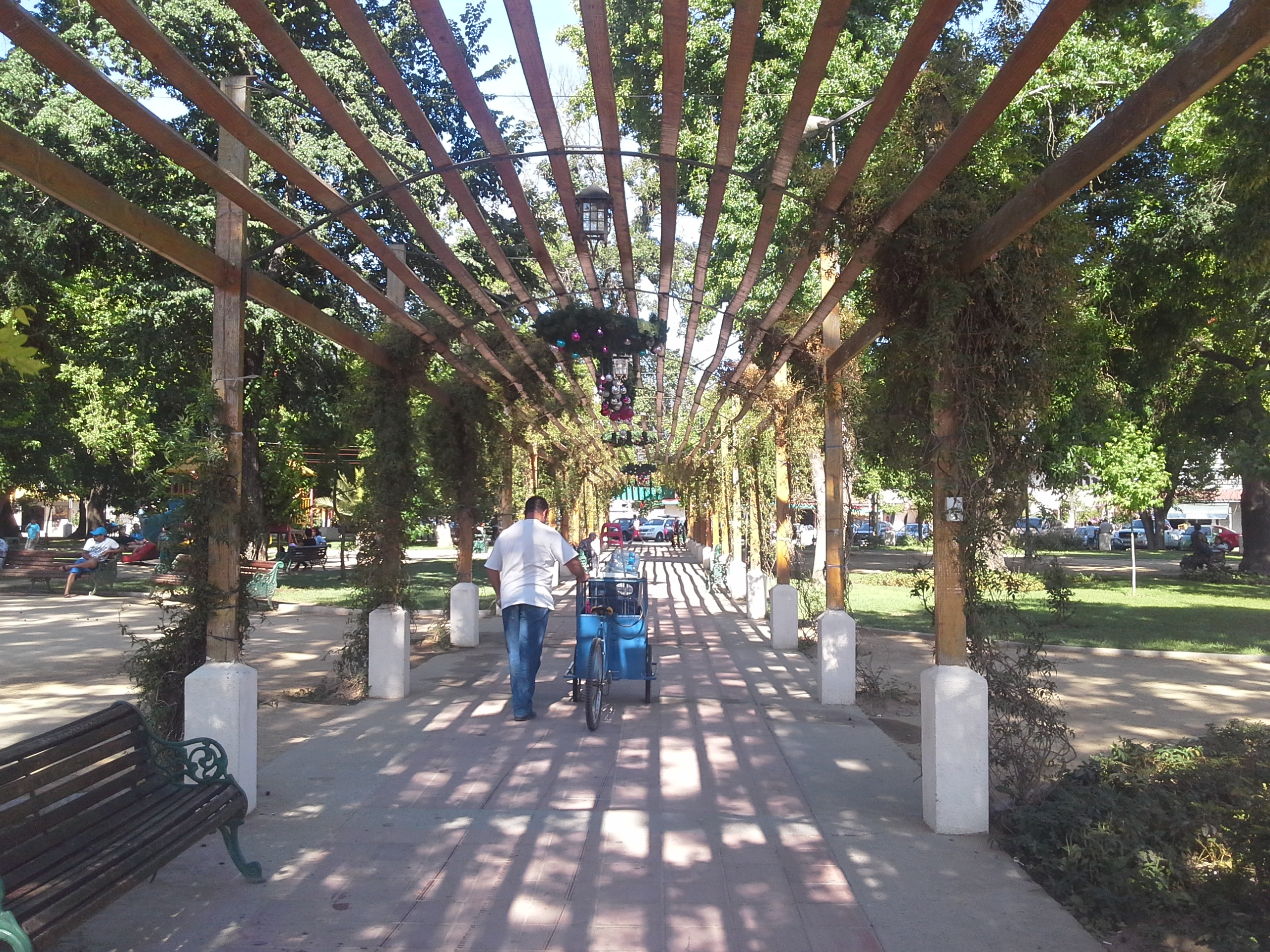
Plaza de Armas de la comuna de Las Cabras.

En 1912 se crea la Junta de Vecinos de Llallauquén, con el propósito de pagar los impuestos en ese lugar y no en Peumo, que quedaba tan lejos. Pero seis años después se incendió el edificio donde funcionaba la Municipalidad de Llallauquén y es así como comienzan los trámites para crear la Comuna de Las Cabras. A raíz del incendio en Llallauquén y a los cambios políticos y administrativos originados en la Constitución de 1925 y haciendo eco del clamor de los vecinos de Las Cabras, el 27 de enero de 1928 en el Diario Oficial da cuenta del decreto que crea la Comuna de Las Cabras.
La comuna de Las Cabras se encuentra ubicada en la Región de O'Higgins, provincia de Cachapoal. Limita al norte con la Región Metropolitana, al sur con las comunas de Peumo y Pichidegua, al oriente con la comuna de Coltauco y al poniente con el Lago Rapel, el cual limita con las comunas de Litueche y La Estrella.

## Medio ambiente

### Geomorfología y componentes abióticos

Trazado simplificado de los ecosistemas y cuerpos de agua presentes en la comuna de Las Cabras.

La comuna de Las Cabras se encuentra emplazada en las unidades geomorfológicas de Llanos de sedimentación fluvial o aluvional y Cordillera de la costa; y presenta según la clasificación climática de Köppen clima mediterráneo de lluvia invernal (Csb) y clima mediterráneo de lluvia invernal de altura (Csb (h)). Esta además se halla entre las cuencas hidrográficas de Costeras entre el río Maipo y río Rapel. Además, la comuna posee diversos cuerpos de agua, entre los que se destacan el Zanjón de La Guañanga.

### Componentes bióticos
Dentro del territorio de la comuna se pueden hallar los siguientes ecosistemas:
- Bosque caducifolio mediterráneo costero donde predominan Nothofagus macrocarpa y Ribes punctatum (Vulnerable)
- Bosque esclerófilo mediterráneo costero donde predominan Cryptocarya alba y Peumus boldus (Vulnerable)
- Bosque espinoso mediterráneo costero donde predominan Acacia caven y Maytenus boaria (Vulnerable)

### Medidas de protección ambiental y conflictos socioambientales
Hasta 2022, la comuna de Las Cabras cuenta con las siguientes zonas que poseen algún nivel de protección ambiental:
- Alhué (Paisaje de Conservación)[12]
- Cordón de Cantillana (Sitios Ley 19.300)[13]
- Cordillera de la costa Norte y Cocalán (Sitios Ley 19.300)[14]
- Parque Nacional Palmas de Cocalán[15]
- Santuario de la Naturaleza Cerro Poqui (Santuario de la Naturaleza)[16]

## Demografía

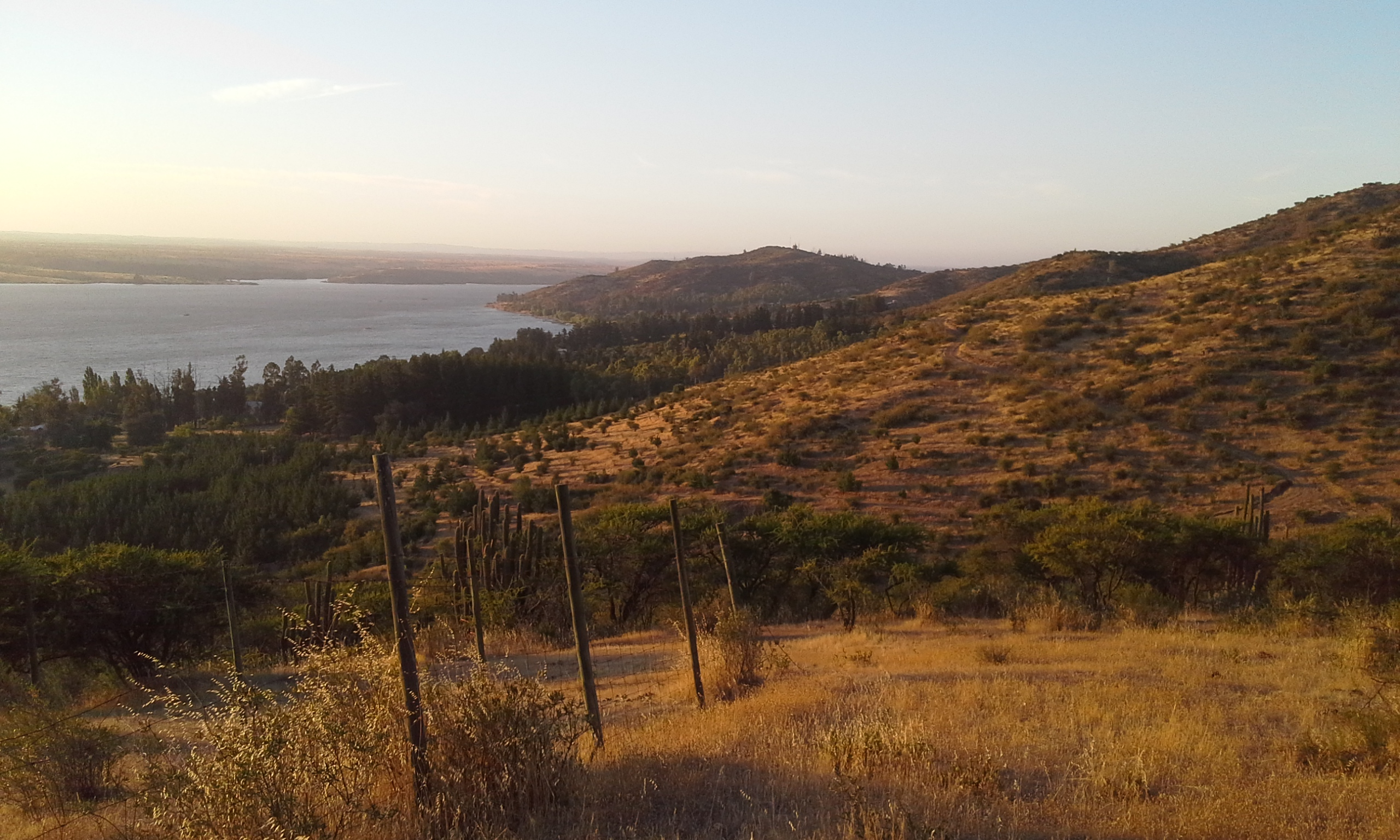
Fotografía del Lago Rapel visto desde los cerros de la localidad de Las Balsas.

La comuna de Las Cabras abarca una superficie de 763 km² y una población de 24.640 habitantes (Censo INE Año 2017), correspondientes a un 2,59 % de la población total de la región y una densidad de 27 hab/km². Del total de la población, 11.984 son mujeres y 12.656 son hombres. Un 62,71 % corresponde a población rural y un 52,47 % a población urbana.
Los sectores de mayor concentración de población son las localidades de Las Cabras (capital de la comuna), Llallauquén, El Manzano, El Carmen, Santa Inés, Cocalán y Llavería-El Durazno.

### Localidades
Dentro de la comuna de Las Cabras, se pueden encontrar una gran variedad de localidades, algunas de ellas bordean al Lago Rapel, dando un paisaje sorprendente junto con una variada gama de entretención, en cambio, hacia el interior de la comuna, podemos encontrar localidades arraigadas a la agricultura, donde nos entrega paisajes únicos y postales maravillosas por la gran variedad de ubicaciones que dispone.
Las localidades que existen en la comuna son Cabaña Blanca, Santa Julia, El Carmen, Llallauquén, Las Balsas, La Guañanga, El Estero, El Manzano, Los Quillayes, Santa Clarisa, El Parrón, Santa Inés, Valdevenito, Quilamuta, Barrancas, Pilares Verdes, Los Morritos, La Pataguilla, Llavería, El Durazno, Los Aromos, Llavería-El Durazno, Palmas de Cocalán, Las Quiscas, Santa Eugenia, San José de Cocalán, El Boldo, Cocalán, La Palmería, Tres Linderos, La Plata, Quilicura, La Estrechura y Tuniche.

## Administración

### Municipalidad
La Ilustre Municipalidad de Las Cabras es dirigida por el alcalde Juan Pablo Flores Astorga, en su segundo periodo, el cual es asesorado por los concejales:
- Pamela Marambio Rubio (Ind.- PS)
- Fernando Correa Cisternas (Ind.- PS)
- César Guzmán Acosta (UDI)
- Matías Rubio Orellana (Ind.- PDC)
- Renato Zúñiga Viera (PR)
- Jaime Américo Acevedo Galaz (Ind)

### Representación Parlamentaria
Las Cabras pertenece al distrito electoral n.º 16 y a la 8.ª circunscripción senatorial (O'Higgins). Es representada en la Cámara de Diputados del Congreso Nacional por los diputados Eduardo Cornejo, Carla Morales, Félix Bugueño y Cosme Mellado. A su vez, es representada en el Senado por los senadores Alejandra Sepúlveda, Juan Luis Castro y Javier Macaya.

### Alcaldes y regidores anteriores[18]
- 1928: René Vergara
- 21-05-1938 al 29-03-1942: Gastón Bunster Iñiguez
- 29-03-1942 al 17-05-1941: Alberto Bunster Iñiguez
- 30-11-1982 al 30-09-1985: Juan Masferrer Pellizzari
- 30-09-1985 al 30-11-1987: Juan Masferrer Pellizzari
- 30-11-1987 al 07-08-1989: Juan Masferrer Pellizzari
- 16-10-1989 al 08-07-1992: Sergio Pablo Valenzuela Muñoz
- 12-08-1992 al 26-09-1992: Publio Bravo Muñoz

- 26-09-1992 al 06-12-1996: Erasmo Fernando Arredondo Huerta
- 06-12-1996 al 06-12-2000: Miriam Eustolia Jerez Cortés
- 06-12-2000 al 06-12-2004: Jacqueline Vidal Delaigue
- 06-12-2004 al 09-12-2008: Jaime Eugenio Fabia Reyes
- 09-12-2008 al 06-12-2012: Jaime Eugenio Fabia Reyes
- 06-12-2012 al 06-12-2016: Gerardo Rigoberto Leiva Parra
- 06-12-2016 al 28-06-2021: Gerardo Rigoberto Leiva Parra
- 28-06-2021 al 06-12-2024: Juan Pablo Flores Astorga
- 06-12-2024 al 06-12-2028: Juan Pablo Flores Astorga

## Economía

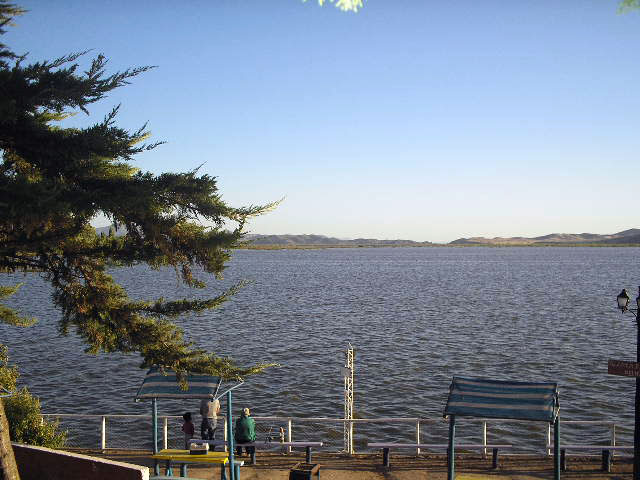
Fotografía del Lago Rapel desde la Circunvalación del Lago Rapel.

Su principal actividad es la agricultura junto con el turismo en la zona del Lago Rapel y el comercio caracterizándose la comuna por tener una de las mejores tierras para el cultivo agrícola de Chile, especialmente de los sectores de la cuenca de Cocalán y de Santa Inés.
En el mes de diciembre del 2013, el Gobierno de Chile declaró al Lago Rapel como Zona de Interés Turístico (ZOIT), donde la principal actividad económica es el Turismo.

## Medios de comunicación

### Radioemisoras
FM
Listado de las Radioemisoras presentes en la comuna de Las Cabras.
- 91.1 - Azukar de Lago Rapel
- 91.7 - Evolución FM
- 94.9 - Blu FM
- 98.5 - Santina
- 101.5 - Hit Radio
- 102.3 - Ilusión
- 104.1 - Rapel FM
- 107.1 - Energía FM
- 107.9 - Azúcar

Radio En línea
Listado de emisoras que solo transmiten en línea desde la comuna de Las Cabras.
- www.radioevolucion.cl
- www.blufm.cl
- www.prendete.cl

### Televisión abierta
La comuna no cuenta con un canal de televisión.

### Televisión cerrada y en línea
La comuna cuenta con un canal de televisión por cable Vida TV, este se encuentra en el canal 5 de la empresa INET, este canal entrega información comunal y específica del área de salud.
El 2023 inicio pruebas experimentales el canal LasCabrasTv canal on line comunitario, el cual se puede sintonizar en el portal lascabras.net, pretende ser un canal representativo de la comunidad iniciando servicios junto a la red comunal internet,(netdelsur) si lo acepta en su parrilla programática.

### Medios Electrónicos
Periódicos electrónicos y medios informativos turísticos y de consulta en general.
- Lascabras.net
- LCNET

## Deportes

### Fútbol
La comuna de Las Cabras ha tenido a un club participando en los Campeonatos Nacionales de Fútbol en Chile.
- Ferroviario Comercial (Cuarta División 1992-1995).